# كليفورد جاي لافي
كليفورد جاي لافي (بالإنجليزية: Clifford J. Levy)‏ هو صحفي أمريكي، ولد في 15 يونيو 1967 في نيو روتشيل في الولايات المتحدة.